# Epaulet

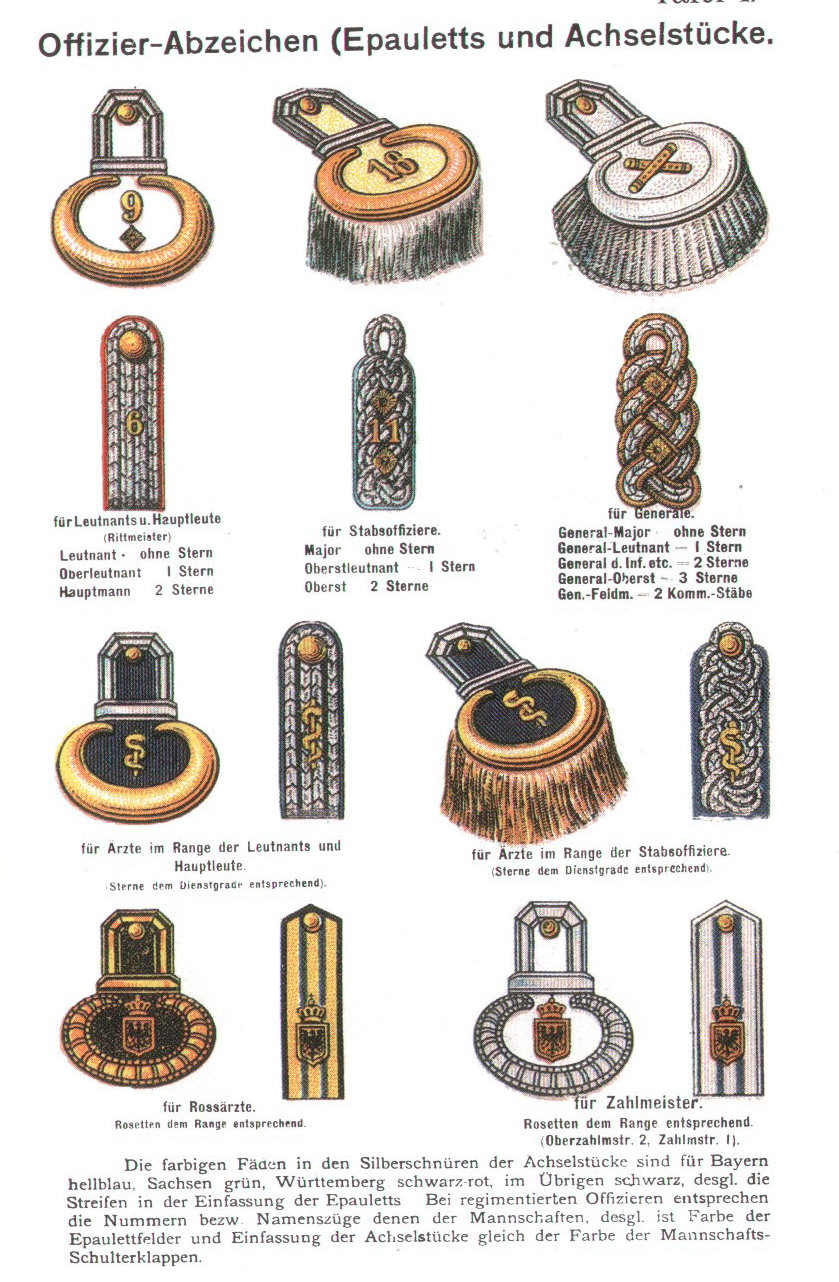
Duitse Epauletten en okselstukken 1871-1918

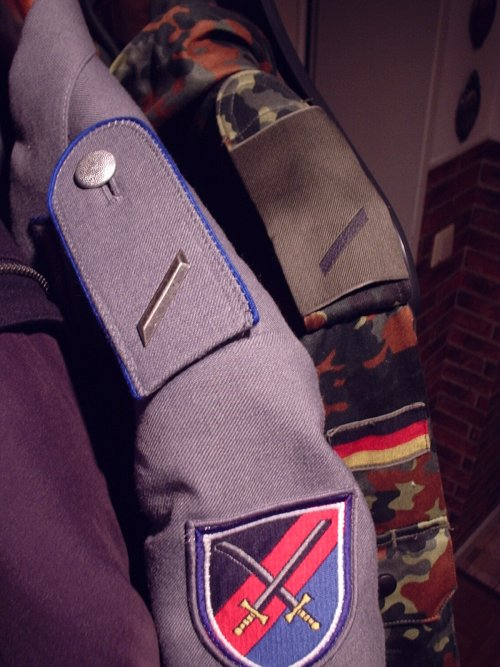
epaulet met de aanduiding van de rang op een uniform van de Bundeswehr

Een epaulet (uit het Frans: épaulette, wat schoudertje betekent) is een versiering die op de beide schouders van een jas of overhemd wordt gedragen.
Hiertoe moet de schouder van de jas of het overhemd van een speciale korte band voorzien zijn, die in de mouwinzet is vastgenaaid en bij de hals met een knoop wordt vastgemaakt. De epaulet moet dan om deze band geschoven worden, waarna de band met de knoop wordt vastgemaakt.
De functie van een epaulet is oorspronkelijk het afweren van sabelhouwen op de daarvoor zo kwetsbare schouder. Een bijkomend effect van de epauletten is dat de drager breder lijkt. De brede schouders geven hem een mannelijker voorkomen.
Epauletten zijn gebruikelijk bij veel uniformen; ze tonen het rangonderscheidingsteken dat aangeeft van welke rang of dienst de drager van de epaulet is. Het is dus een herkenningsteken. In Nederland zijn de epauletten in de jaren 1970 sterk vereenvoudigd.
Ook op de brandwerende pakken die door formule 1-coureurs (alsmede andere autocoureurs) gedragen worden, zitten epauletten. Deze zitten stevig vastgenaaid en dienen om een eventueel bewusteloze coureur makkelijk uit zijn auto te kunnen tillen.
Een epaulet wordt ook wel -onterecht- "schuifpassant" genoemd. Dit omdat de schuifpassant (plat buisvormig), die de rang toont, over de lus (epaulet) van het overhemd of jas wordt geschoven.

## Belgische postzegels
De eerste Belgische postzegels, uit 1849, noemt men de Epauletten, genoemd naar de epauletten van koning Leopold I van België, die op de postzegel staat afgebeeld.

## Galerij

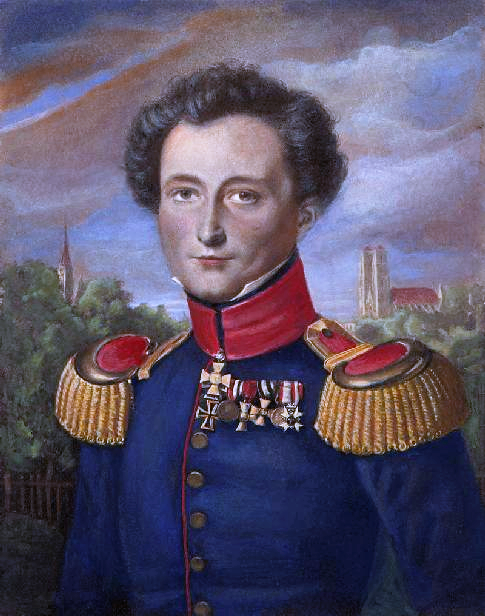
Carl von Clausewitz, Pruisische general
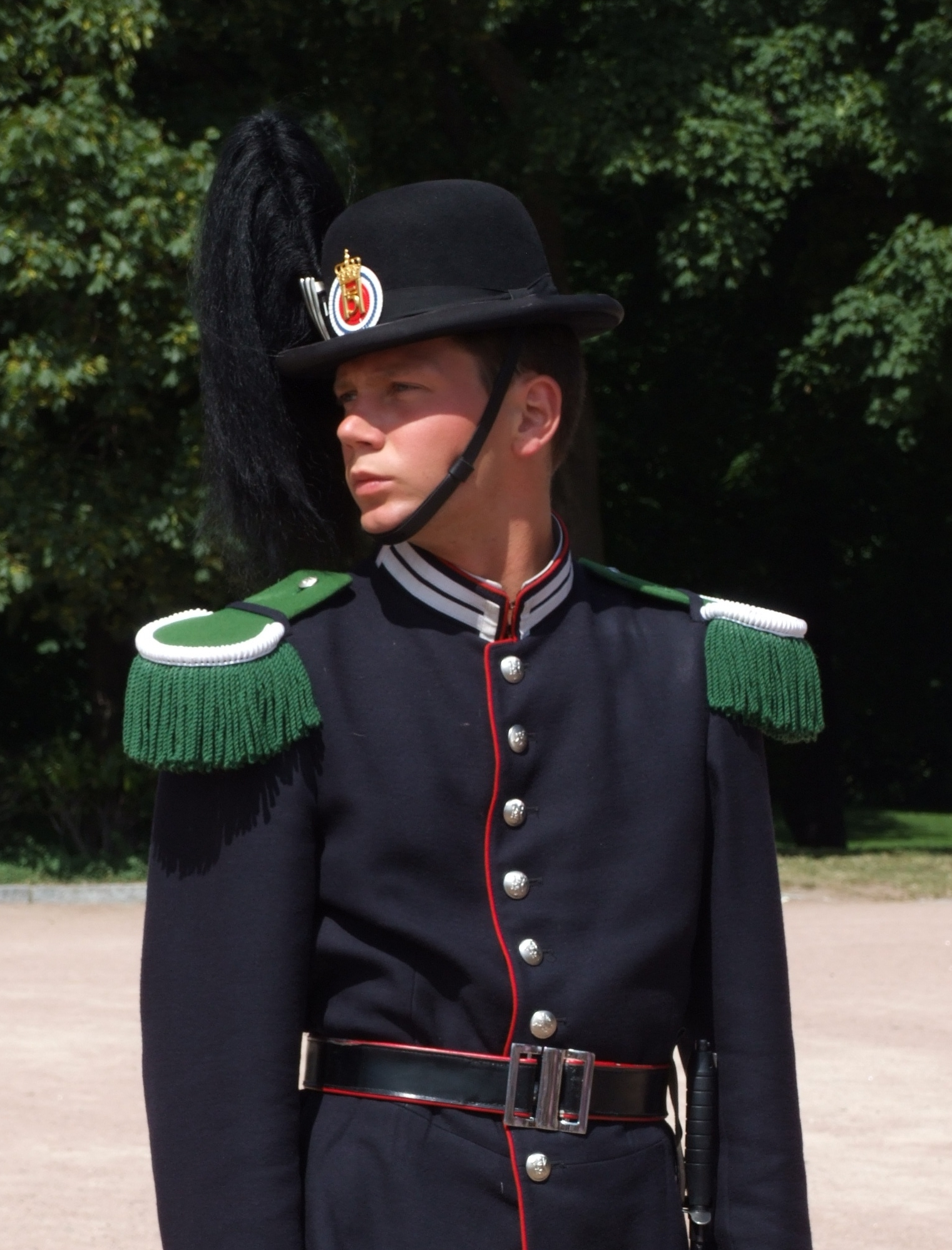
Royal Guardsman in Oslo, Noorwegen
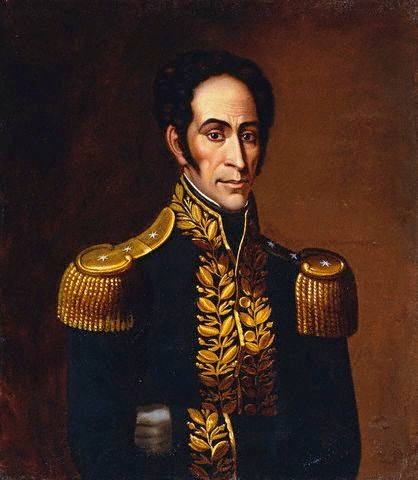
Simón Bolívar
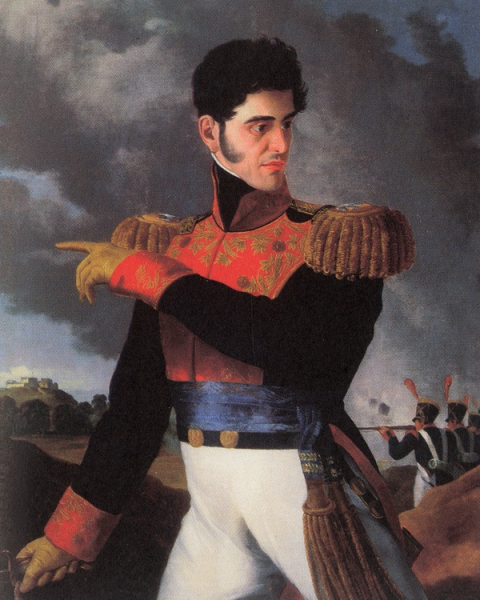
Antonio López de Santa Anna, Mexicaans generaal
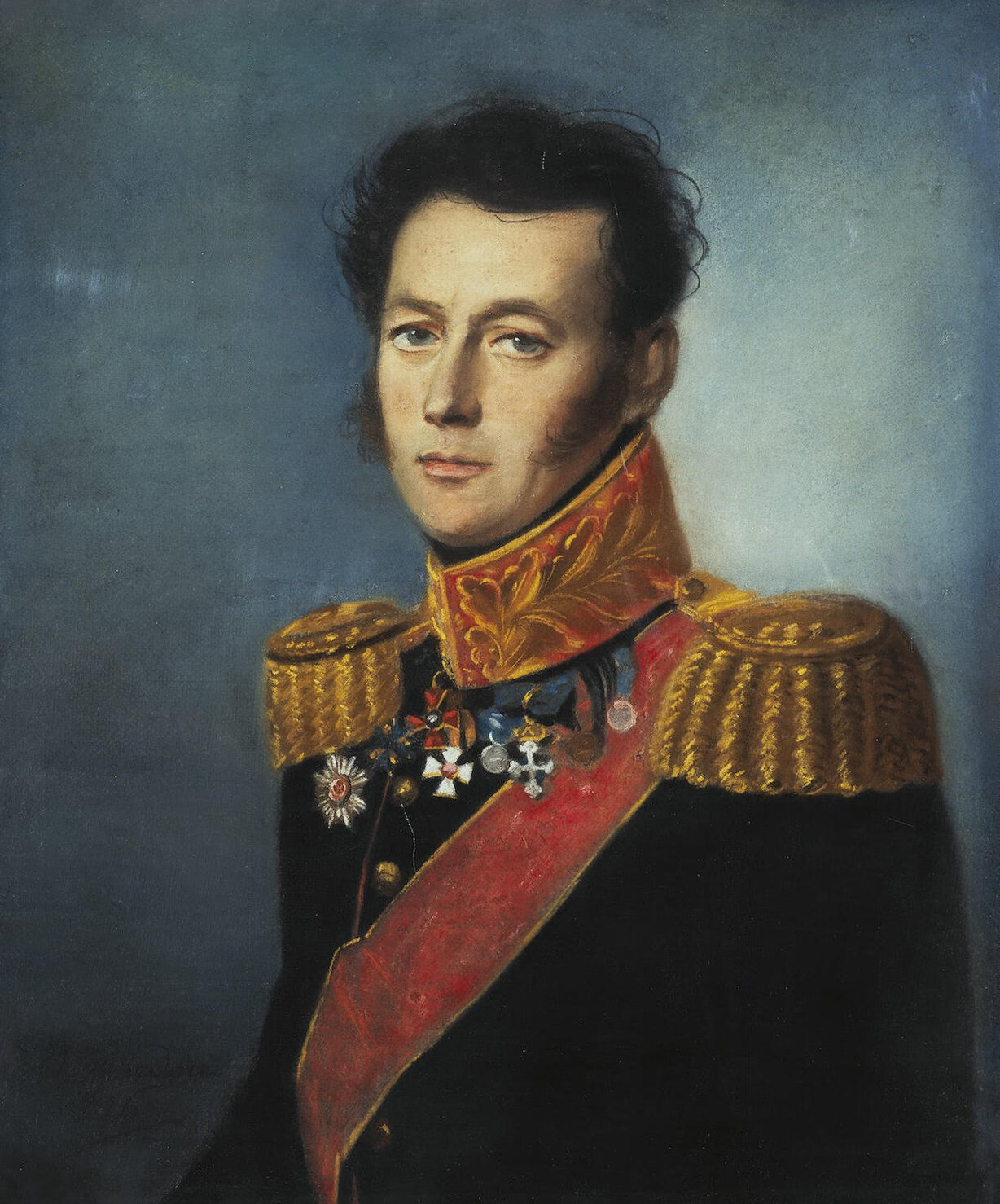
Ivan Skobelev, Russisch generaal, 1826
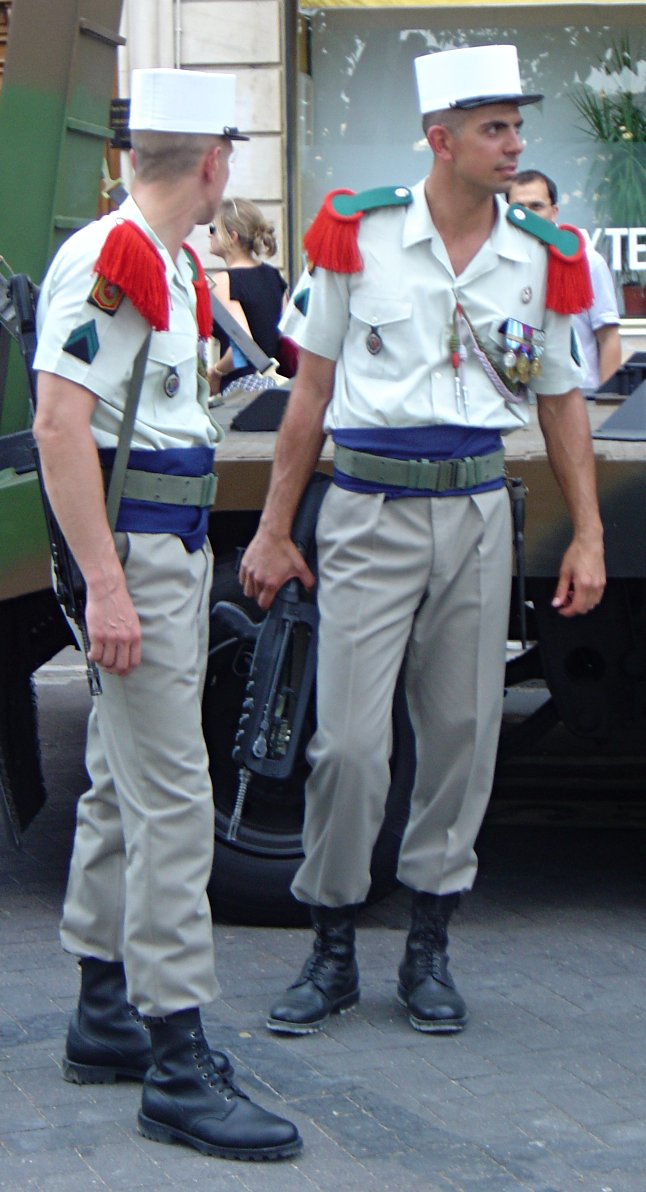
Militairen van het Franse Vreemdelingenlegioen
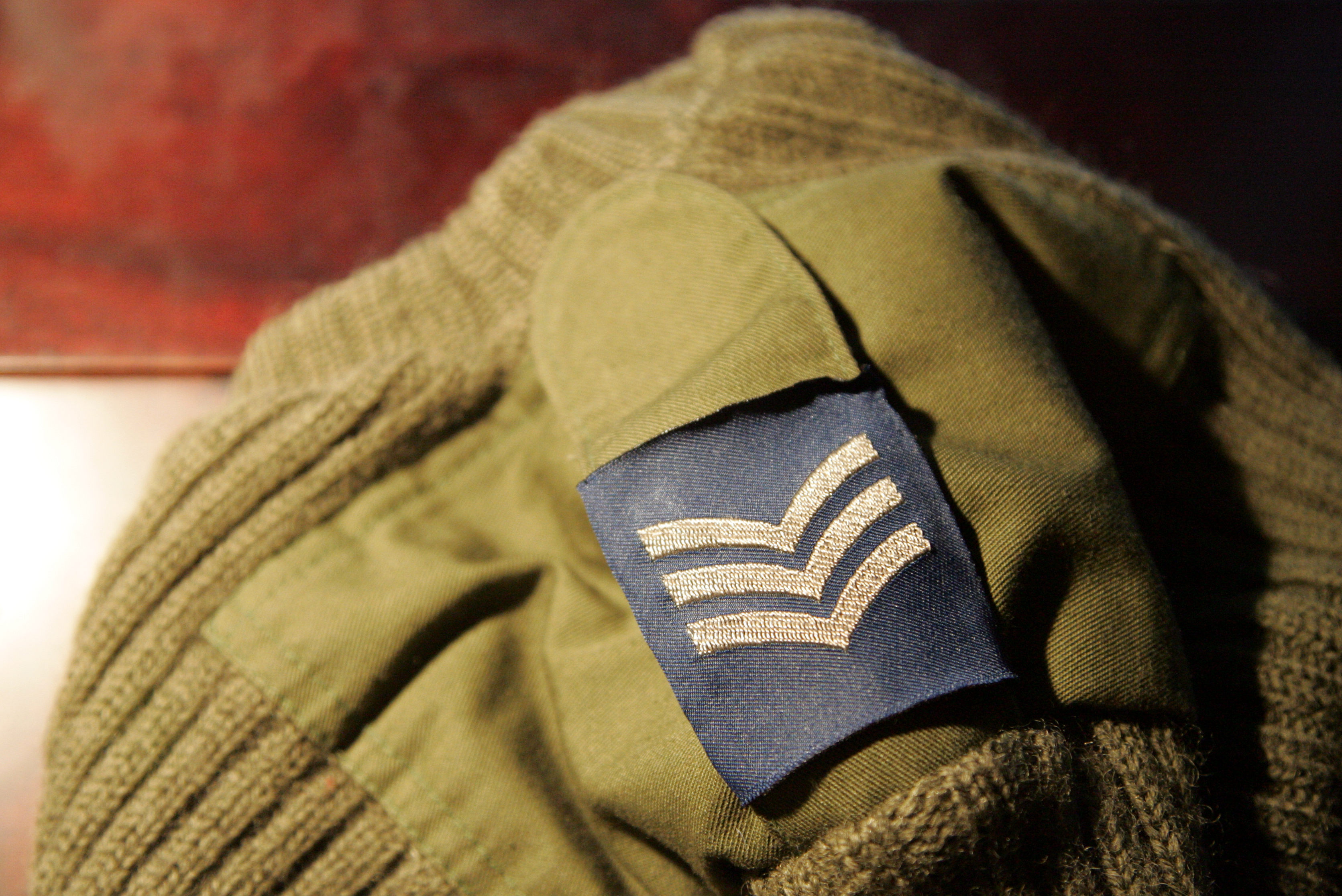
Schuifpassant op de pullover van een sergeant